# Liste von Sedisvakantisten
Liste von Personen, die die Sedisvakanzthese vertreten (haben).
| Name                          | Geburtsdatum       | Sterbedatum       | Anmerkungen |
| ----------------------------- | ------------------ | ----------------- | --- |
| Oswald Baker                  | 1. Mai 1915        | 2. Juli 2004      | Britischer römisch-katholischer Diözesanpriester |
| Louis-Marie de Blignières     | im Jahr 1949       | –                 | Französischer Prior der Fraternité Saint-Vincent-Ferrier, vormaliger Sedisvakantist |
| Moisés Carmona y Rivera       | 31. Oktober 1912   | 1. November 1991  | Mexikanischer römisch-katholischer Bischof |
| Vitus Chang Tso-huan          | 22. August 1903    | 1. November 1982  | Chinesischer Steyler Missionar; später Sympathisant der Sammlung glaubenstreuer Katholiken in Basel |
| Juan María Fernández y Krohn  | im Mai 1950        | –                 | bis 1979 Mitglied der Priesterbruderschaft St. Pius X., verübte am 12. Mai 1982 ein erfolgloses Attentat auf Papst Johannes Paul II. |
| Martín Dávila Gándara         | 12. Mai 1965       | –                 | Mexikanischer Vagantenbischof |
| Hutton Gibson                 | 26. August 1918    | 11. Mai 2020      | Vater von Mel Gibson, Autor mehrerer Bücher zum Thema Sedisvakantismus |
| Daniel Lytle Dolan            | 28. Mai 1951       | –                 | US-amerikanischer Bischof in der Congregation of Mary Immaculate Queen |
| Clarence James Kelly          | im Jahr 1941       | –                 | US-amerikanischer Priester der Priesterbruderschaft St. Pius X. (Piusbruderschaft), später Bischof in der Priesterbruderschaft St. Pius V. |
| Árpád Kovács                  | im 20. Jahrhundert | –                 | In Athen ansässiger Internetaktivist; war Betreiber von sedisvakantismus.org |
| Michel Guérard des Lauriers   | 25. Oktober 1898   | 27. Februar 1988  | Französischer Dominikaner, später römisch-katholischer Bischof |
| Reinhard Lauth                | 11. August 1919    | 23. August 2007   | Deutscher Philosoph und Hochschullehrer |
| Rolf Hermann Lingen           | 19. August 1967    | –                 | Deutscher Internetaktivist; Betreiber von kirchenlehre.com, der sich fälschlich als Priester (der römisch-katholischen Kirche) bezeichnete, allerdings nie zum Priester geweiht wurde                                                                                     |
| Martin Sebastian Möller       | im 20. Jahrhundert | –                 | Deutscher Internetaktivist; Autor des sedisvakantistischen Wikis monarchieliga.de |
| George Musey                  | 14. September 1928 | 29. März 1992     | US-amerikanischer Weihbischof in der Congregation of Mary Immaculate Queen |
| Pierre Martin Ngô Đình Thục   | 6. Oktober 1897    | 13. Dezember 1984 | Vietnamesischer römisch-katholischer Erzbischof |
| Mark Pivarunas                | 31. Oktober 1958   | –                 | US-amerikanischer Bischof in der Congregation of Mary Immaculate Queen |
| Lucian Pulvermacher           | 20. April 1918     | 30. November 2009 | US-amerikanischer Priester der True Catholic Church; bezeichnete sich seit 1998 als „Papst Pius XIII.“ |
| Markus Martin Romalla         | im 20. Jahrhundert | –                 | Der Sedisvakantist, der sich seit 2013 als römisch-katholischer Bischof bezeichnet, führte 2017 bei einer Demonstration von Pegida in München eine Kreuzsegnung durch. |
| Johannes Rothkranz            | im 20. Jahrhundert | –                 | Rechtsextremer deutscher katholischer Theologe und Verschwörungstheoretiker |
| Donald J. Sanborn             | im 20. Jahrhundert | –                 | US-amerikanischer Bischof und Rektor des Priesterseminars der Göttlichen Einheit |
| Anton Schmid                  | im 20. Jahrhundert | –                 | Deutscher Verleger (Verlag Anton Schmid, Durach) |
| Paul Schoonbroodt             | 5. Mai 1933        | 26. Mai 2012      | Belgischer römisch-katholischer Diözesanpriester |
| Wigand Siebel                 | 4. Januar 1929     | 29. August 2014   | Deutscher Soziologe; leitete das Oratorium von der göttlichen Wahrheit |
| Günther Storck                | 2. Oktober 1938    | 23. April 1993    | Deutscher sedisvakantistischer Priester, zunächst in der Gruppe um Lauth, später in der FSSPX; 1984 schismatische Bischofsweihe |
| Jean Gaston Tremblay          | im Jahr 1928       | 31. Dezember 2011 | Kanadischer Sedisvakantist in der Gruppe Apostel der unendlichen Liebe vom Orden des Magnifikat der Mutter Gottes, trat später als „Gegenpapst Gregor XVII.“ auf. Hiervon unabhängig nahm auch der Spanier Clemente Domínguez y Gómez diesen „Papstnamen“ an (siehe oben) |
| Louis Vezelis                 | 29. Januar 1930    | 1. Januar 2013    | US-amerikanischer Gründer des Franziskanerklosters Our Lady of the Angels, später Bischof und Oberer einer sedisvakantistischen Franziskanergemeinschaft |
| David Allen Bawden            | 1959               | 2. August 2022    | 1977 Eintritt in das Priesterseminar der Priesterbruderschaft St. Pius X., bald Austritt, seit dem 16. Juli 1990 Anspruch auf die Papstwürde |
| Pablo de Rojas Sánchez-Franco | 20. August 1981    |                   | Spanier; zuerst Kontakte zur Priesterbruderschaft und zur palmarianisch-katholischen Kirche, 2005 Gründung einer Priestervereinigung, 2006 ungültige Bischofsweihe |

## Hinweis
Soweit die angegebenen geistlichen Titel rechtmäßig von der römisch-katholischen Kirche vergeben wurden, wie beispielsweise bei Erzbischof Ngô Đình Thục, ist dies so angegeben. In den übrigen Fällen handelt es sich um Titel, deren Gültigkeit auf die jeweiligen Sondergemeinschaften beschränkt ist. Die Namen sedisvakantistischer Vereinigungen sind kursiv hervorgehoben.